# Marie Anne du Deffand

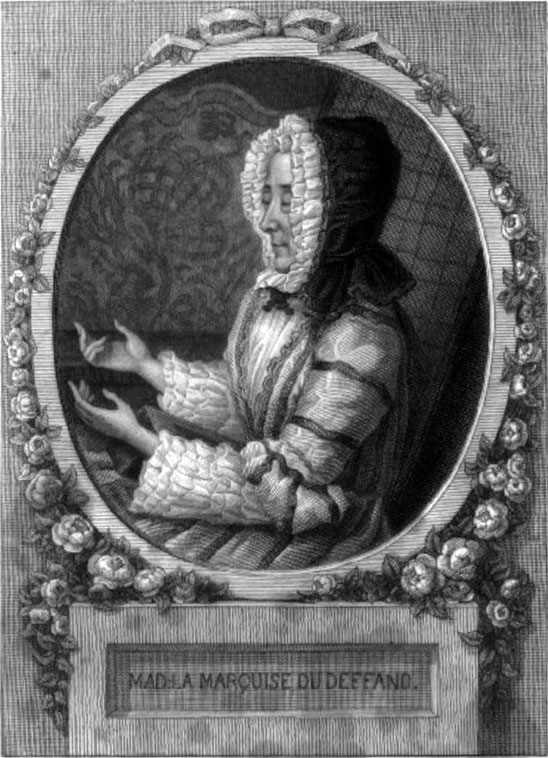
Marie Anne du Deffand

Marie Anne du Deffand, känd som eller Madame du Deffand, född de Vichy-Chamrond, 1697, död 23 september 1780, var en fransk salongsvärd och adelsdam (markisinna). Hennes salong räknas som den andra viktigaste i Paris under sin verksamhetstid.
Född i en adlig familj och utbildad i kloster ska hon tidigt ha uppväckt oro på grund av sitt skeptiska, cyniska intellekt och fria sinne: Jean Baptiste Massillon ska ha tillkallats för att "tala henne tillrätta" men misslyckats. Hon blev 1718 mot sin vilja bortgift av sina föräldrar med sin släkting Jean Baptiste de la Lande, markis du Deffand; de separerade 1722. Hon blev en vän till Voltaire och Hénault och ryktas ha haft ett förhållande med regenten Filip II av Orléans. Hon var medlem av diskussionssällskapet Club de l'Entresol och var som salongsvärd den främsta rivalen till Marie Thérèse Geoffrin, men hennes salong var aristokratisk snarare än filosofisk-intellektuell; dock besöktes även den av Voltaire, Montesquieu, Fontenelle, Marguerite Jeanne Cordier de Launay och D'Alembert. Bland svenska besökare av hennes salong märks Carl Gustaf Tessin och bröderna Ulrik och Carl Fredrik Scheffer. Hon hade en nära relation med Horace Walpole, som dock på grund av åldersskillnaden inte ville vara öppen med relationen eller dess karaktär. Från 1747 höll hon salong i en lägenhet i klostret Saint-Joseph på rue Saint-Dominique. Då hon år 1754 blev blind engagerade hon Julie de Lespinasse som medvärd, men då gästerna började föredra Lespinasse framför henne, och denna upptäcktes ha tagit emot gäster en timme innan Deffand dök upp, bröts kompanjonskapet (1764). Deffand är även berömd för sin brevväxling med flera kända personer ; den första brevsamlingen publicerades 1809.